# Dieter Hoeneß
Dieter Hoeneß (Ulma, 7 gennaio 1953) è un dirigente sportivo ed ex calciatore tedesco, di ruolo attaccante.
È stato vicecampione del mondo nel 1986 con la nazionale di calcio della Germania Ovest.

## Biografia
Nato nel 1953 a Ulma nel Baden-Württemberg, è fratello di Uli Hoeneß.

## Carriera

### Club
Da ragazzino inizia a giocare a calcio come centrocampista nelle selezioni giovanili dell'Ulma, la squadra del suo paese di nascita, insieme a suo fratello Uli, che con il Bayern Monaco ha vinto tutto in Europa e che è diventato campione del mondo nel 1974 in Germania Ovest. Nel 1970 viene acquistato prima dal Aalen, poi nel 1975 dallo Stoccarda, che successivamente, nella stagione 1978-1979 rimase per molto tempo in corsa per la conquista della Bundesliga, divenendo l'ariete di una formazione che aveva nelle proprie file gente del calibro di Hansi Müller, Georg Volkert e Walter Kelsch. Infine viene acquistato dal Bayern Monaco nell'ultimo anno di suo fratello Uli.
Qui riesce a raggiungere una finale di Coppa dei Campioni nel 1982,perdendo 1-0 contro l'Aston Villa e segnando al 90' il gol del pareggio, poi dubbiamente annullato.

### Nazionale
Con la nazionale esordisce nel 1979 e conclude nel 1986 con un bottino di 6 presenze e 3 goal, dopo aver conquistato la medaglia d'argento al Mondiale Fifa 1986. Convocato come quarto attaccante della squadra, fu inserito dal CT Beckenbauer a gara in corso contro il Messico nei quarti di finale, dove segnerà il primo tiro ai calci di rigore, grazie i quali la squadra tedesca si qualificò alla semifinale. Entrò nuovamente come sostituto nella finale contro l'Argentina, nel tentativo di recuperare il passivo di due reti; nonostante la Germania Ovest fosse quindi riuscita a pareggiare, il Mondiale fu vinto dall'Argentina di Maradona che si aggiudicò la finale con il punteggio di 3-2.

### Dirigenza
È stato direttore generale del Wolfsburg dalla fine del 2009 a marzo 2011.

## Statistiche

### Presenze e reti nei club
| Stagione             | Squadra              | Campionato           | Campionato | Campionato | Coppe nazionali | Coppe nazionali | Coppe nazionali | Coppe continentali | Coppe continentali | Coppe continentali | Altre coppe | Altre coppe | Altre coppe | Totale | Totale |
| Stagione             | Squadra              | Comp                 | Pres       | Reti       | Comp            | Pres            | Reti            | Comp               | Pres               | Reti               | Comp        | Pres        | Reti        | Pres   | Reti   |
| -------------------- | -------------------- | -------------------- | ---------- | ---------- | --------------- | --------------- | --------------- | ------------------ | ------------------ | ------------------ | ----------- | ----------- | ----------- | ------ | ------ |
| 1975-1976            | Stoccarda            | BL2                  | 18         | 15         | CG              | 1               | 0               | -                  | -                  | -                  | -           | -           | -           | 19     | 15     |
| 1976-1977            | Stoccarda            | BL2                  | 23         | 4          | CG              | 2               | 0               | -                  | -                  | -                  | -           | -           | -           | 25     | 4      |
| 1977-1978            | Stoccarda            | BL                   | 32         | 9          | CG              | 1               | 3               | -                  | -                  | -                  | -           | -           | -           | 33     | 12     |
| 1978-1979            | Stoccarda            | BL                   | 32         | 16         | CG              | 2               | 8               | CU                 | 6                  | 2                  | -           | -           | -           | 40     | 26     |
| Totale Stoccarda     | Totale Stoccarda     | Totale Stoccarda     | 105        | 44         |                 | 6               | 11              |                    | 6                  | 2                  |             |             |             | 117    | 57     |
| 1979-1980            | Bayern Monaco        | BL                   | 32         | 16         | CG              | 2               | 1               | CU                 | 9                  | 7                  | -           | -           | -           | 43     | 24     |
| 1980-1981            | Bayern Monaco        | BL                   | 27         | 10         | CG              | 2               | 0               | CC                 | 7                  | 4                  | -           | -           | -           | 36     | 14     |
| 1981-1982            | Bayern Monaco        | BL                   | 33         | 21         | CG              | 6               | 4               | CC                 | 9                  | 7                  | -           | -           | -           | 48     | 32     |
| 1982-1983            | Bayern Monaco        | BL                   | 34         | 17         | CG              | 2               | 4               | CdC                | 6                  | 1                  | -           | -           | -           | 42     | 22     |
| 1983-1984            | Bayern Monaco        | BL                   | 21         | 9          | CG              | 5               | 4               | CU                 | 3                  | 0                  | -           | -           | -           | 29     | 13     |
| 1984-1985            | Bayern Monaco        | BL                   | 20         | 7          | CG              | 4               | 3               | CdC                | 7                  | 2                  | -           | -           | -           | 31     | 12     |
| 1985-1986            | Bayern Monaco        | BL                   | 31         | 15         | CG              | 3               | 1               | CC                 | 5                  | 3                  | -           | -           | -           | 39     | 19     |
| 1986-1987            | Bayern Monaco        | BL                   | 26         | 7          | CG              | 2               | 0               | CC                 | 6                  | 2                  | -           | -           | -           | 34     | 9      |
| Totale Bayern Monaco | Totale Bayern Monaco | Totale Bayern Monaco | 224        | 102        |                 | 26              | 17              |                    | 52                 | 26                 |             |             |             | 302    | 145    |
| Totale carriera      | Totale carriera      | Totale carriera      | 329        | 146        |                 | 32              | 28              |                    | 58                 | 28                 |             |             |             | 419    | 202    |

### Cronologia presenze e reti in nazionale
| Cronologia completa delle presenze e delle reti in nazionale ― Germania Ovest | Cronologia completa delle presenze e delle reti in nazionale ― Germania Ovest | Cronologia completa delle presenze e delle reti in nazionale ― Germania Ovest | Cronologia completa delle presenze e delle reti in nazionale ― Germania Ovest | Cronologia completa delle presenze e delle reti in nazionale ― Germania Ovest | Cronologia completa delle presenze e delle reti in nazionale ― Germania Ovest | Cronologia completa delle presenze e delle reti in nazionale ― Germania Ovest | Cronologia completa delle presenze e delle reti in nazionale ― Germania Ovest |
| Data                                                                          | Città                                                                         | In casa                                                                       | Risultato                                                                     | Ospiti                                                                        | Competizione                                                                  | Reti                                                                          | Note                                                                          |
| ----------------------------------------------------------------------------- | ----------------------------------------------------------------------------- | ----------------------------------------------------------------------------- | ----------------------------------------------------------------------------- | ----------------------------------------------------------------------------- | ----------------------------------------------------------------------------- | ----------------------------------------------------------------------------- | ----------------------------------------------------------------------------- |
| 22-5-1979                                                                     | Dublino                                                                       | Irlanda                                                                       | 1 – 3                                                                         | Germania Ovest                                                                | Amichevole                                                                    | 1                                                                             |                                                                               |
| 26-5-1979                                                                     | Reykjavík                                                                     | Islanda                                                                       | 1 – 3                                                                         | Germania Ovest                                                                | Amichevole                                                                    | 2                                                                             |                                                                               |
| 9-4-1986                                                                      | Basilea                                                                       | Svizzera                                                                      | 0 – 1                                                                         | Germania Ovest                                                                | Amichevole                                                                    | 1                                                                             |                                                                               |
| 11-5-1986                                                                     | Bochum                                                                        | Germania Ovest                                                                | 1 – 1                                                                         | Jugoslavia                                                                    | Amichevole                                                                    | -                                                                             | 62’                                                                           |
| 21-6-1986                                                                     | San Nicolás de los Garza                                                      | Germania Ovest                                                                | 0 – 0 dts (4 – 1 dtr)                                                         | Messico                                                                       | Mondiali 1986 - Quarti di finale                                              | -                                                                             | 58’                                                                           |
| 29-6-1986                                                                     | Città del Messico                                                             | Argentina                                                                     | 3 – 2                                                                         | Germania Ovest                                                                | Mondiali 1986 - Finale                                                        | -                                                                             | 61’                                                                           |
| Totale                                                                        |                                                                               | Presenze                                                                      | 6                                                                             |                                                                               | Reti                                                                          | 4                                                                             |                                                                               |

## Palmarès

### Club
- Campionato tedesco: 5

Bayern Monaco: 1979-1980, 1980-1981, 1984-1985, 1985-1986, 1986-1987
- Coppa di Germania: 3

Bayern Monaco: 1981-1982, 1983-1984, 1985-1986

### Individuale
- Capocannoniere della Coppa UEFA: 1

1979-1980 (7 gol)